# Mellicta microdelminia
Mellicta microdelminia är en fjärilsart som beskrevs av Ruggero Verity 1940. Mellicta microdelminia ingår i släktet Mellicta och familjen praktfjärilar. Inga underarter finns listade i Catalogue of Life.